# 2-丙烯基-4-甲氧基苯酚
2-丙烯基-4-甲氧基苯酚是天然存在的苯丙烯类化合物，化学式为C10H12O2，它是丁香油酚和异丁香油酚的同分异构体。它可以2-羟基-5-甲氧基苯甲醛为原料反应得到，或通过2-烯丙基-4-甲氧基苯酚的异构化制得。它和烯丙基二甲基氯硅烷在三乙胺存在下反应，可以得到3-丙烯基-4-(烯丙基二甲基硅氧基)苯甲醚。